# نصف‌النهار ۲۲ درجه غربی
نصف‌النهار ۲۲ درجه غربی ۲۲مین نصف‌النهار غربی از گرینویچ است که از لحاظ زمانی 1ساعت و 28دقیقه با گرینویچ اختلاف زمانی دارد.
این نصف‌النهار از قطب شمال شروع و از مناطق زیر گذشته و به قطب جنوب ختم می‌شود.
- گرینلند
- اقیانوس اطلس